# ماريا كريستينا غارسيا
ماريا كريستينا غارسيا (بالإنجليزية: Maria Cristina Garcia)‏ هي مؤرخة وكاتِبة أمريكية، ولدت في 1960.